# Инуи, Такаси
Така́си Ину́и (яп. 乾 貴士; 2 июня 1988, Омихатиман) — японский футболист, полузащитник, выступал за сборную Японии.

## Клубная карьера
Инуи родился 2 июня 1988 года в городе Омихатиман.
Начал заниматься футболом в 1995 году, став игроком молодёжного клуба «Сайсон». В 2004 году хавбек перешёл в школу «Ясу», с футбольной командой которой выиграл чемпионат Японии среди школ.
В профессиональном футболе дебютировал в 2007 году, выступая за клуб «Йокогама Ф. Маринос», который играл в Джей-лиге. 10 марта игрок дебютировал в официальных матчах, но так и не смог закрепиться в основе и был отдан в аренду в клуб второго японского дивизиона «Сересо Осака». После завершения сезона клуб из Осаки полностью выкупил контракт игрока. В сезоне 2009 года Инуи помог клубу вернуться в элитный дивизион, а в следующем году — завоевать бронзовые награды чемпионата.

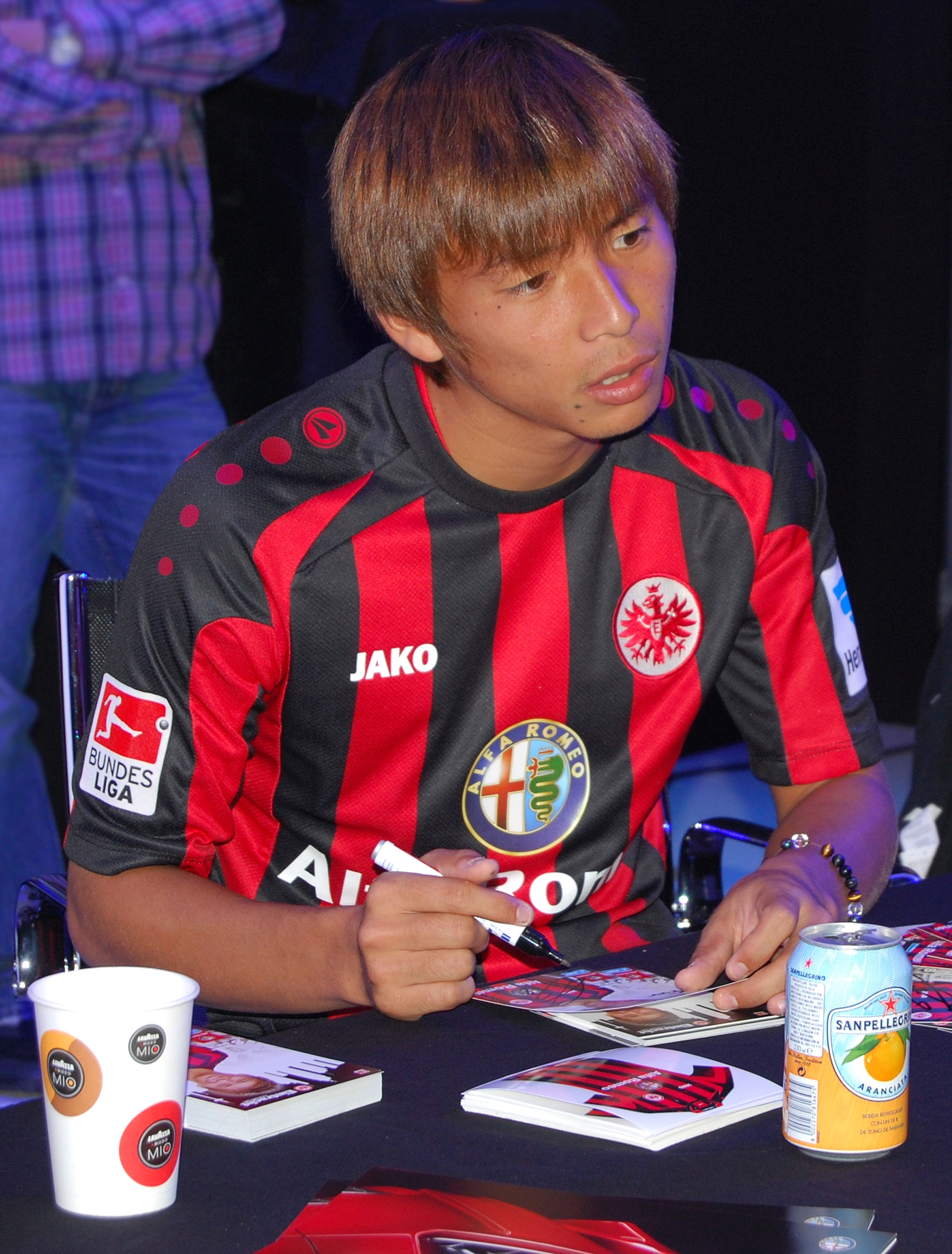
Инуи раздаёт автографы в форме «Айнтрахта» (сентябрь 2013)

В июле 2011 года Инуи переехал в Европу, подписав контракт с «Бохумом», в составе которого дебютировал 13 августа в матче второй немецкой Бундеслиги против «Санкт-Паули». Играя в составе «Бохума», также в основном выходил на поле с первых минут.
В июле 2012 года японец подписал трёхлетний контракт с «Айнтрахтом», в составе которого в первом же сезоне получил право на участие в Лиге Европы, заняв 6 место в чемпионате.
26 августа 2015 года Инуи перешёл в испанский «Эйбар», подписав трёхлетний контракт. В сентябре в своём дебютном матче против «Леванте» он отдал голевой пас, команды разошлись вничью 1:1. Свой первый гол он забил 10 января 2016 года, поразив верхний угол ворот «Эспаньола», его команда выиграла со счётом 2:1. 21 мая 2017 года в матче 38-го тура Примеры отметился дублем в ворота «Барселоны», но его команда всё равно проиграла 2:4.
По окончании сезона 2017/18 Инуи ушёл с «Эйбара» и на правах свободного агента подписал трёхлетний контракт с «Реал Бетис». 24 января 2019 года, не получая достаточно игровой практики в «Реал Бетисе», он перешёл на правах аренды в «Алавес» до конца сезона. 24 июля Инуи вернулся в «Эйбар», подписав трёхлетний контракт, стоимость трансфера составила 2 млн евро.
22 июля 2022 года после расторжения контракта с «Сересо Осака» Инуи стал игроком «Симидзу С-Палс».

## Выступления за сборную
20 января 2009 года Инуи дебютировал в официальном матче в составе национальной сборной Японии против Йемена, однако основным игроком команды так и не стал.
В составе сборной был участником розыгрыша Кубка конфедераций 2013 в Бразилии.
В мае 2018 года он был включён предварительный состав Японии на чемпионат мира по футболу 2018 года в России. 24 июня Инуи забил свой первый гол на Кубке мира во втором матче группового этапа турнира против Сенегала, соперники разошлись вничью 2:2. Затем он забил второй гол Японии в игре 1/8 финала против Бельгии с 35 метров. Однако Япония проиграла матч со счётом 3:2.

## Личная жизнь
Есть сын Коки (род. 2010).